# Эрвал
Эрвал (порт. Herval) — муниципалитет в Бразилии, входит в штат Риу-Гранди-ду-Сул. Составная часть мезорегиона Юго-восток штата Риу-Гранди-ду-Сул. Входит в экономико-статистический микрорегион Жагуаран. Население составляет 7635 человек на 2006 год. Занимает площадь 1758,412 км². Плотность населения — 4,3 чел./км².

## История
Город основан 20 мая 1881 года.

## Статистика
- Валовой внутренний продукт на 2003 составляет 52 454 916,00 реалов (данные: Бразильский институт географии и статистики).
- Валовой внутренний продукт на душу населения на 2003 составляет 7211,29 реала (данные: Бразильский институт географии и статистики).
- Индекс развития человеческого потенциала на 2000 составляет 0,754 (данные: Программа развития ООН).

## География
Климат местности: умеренный. В соответствии с классификацией Кёппена, климат относится к категории Cfa.